# Melanie Stürgkh
Melanie Maria Caroline (von) Stürgkh (* 22. Februar 1898 in Graz; † 31. Mai 1992 ebenda) war eine österreichische Malerin.

## Leben
Melanie Stürgkh entstammte dem österreichischen Adelsgeschlecht Stürgkh. Sie war das zweitälteste von vier Kindern des promovierten Juristen Ferdinand Graf von Stürgkh (1864–1943), k. u. k. Kämmerer und Vizepräsident der steiermärkischen Statthalterei, und dessen Ehefrau Maria Anna, geb. von Polzer. Sie war eine Nichte des Ministerpräsidenten Karl Stürgkh.
Melanie Stürgkh erhielt Privatunterricht bei dem Maler Ferdinand Pamberger in ihrer Heimatstadt Graz. Zudem studierte sie an der Landeskunstschule Graz, wo sie eine Schülerin von Alfred Zoff war. Ab 1919 wirkte sie als freischaffende Künstlerin in Graz. Sie lebte bei ihren Eltern in der Beethovenstraße. Oft besuchte sie Verwandte in der südöstlichen Steiermark. 1992 starb sie im Alter von 94 Jahren.

## Werk
Melanie Stürgkh malte Miniaturen, Blumen und Landschaften in Aquarell. Unter anderem schuf sie Ansichten der Güter ihrer Verwandten in Halbenrain und Klöch sowie Stadtbilder von Graz. Sie erfüllte auch Porträtaufträge aus der Grazer Gesellschaft und porträtierte Mitglieder ihrer eigenen Familie. Oft nutzte sie dabei Fotografien als Vorlage. Eine Reihe ihrer Miniaturen befindet sich in europäischen und US-amerikanischen Privatsammlungen.
Neben eigenen Arbeiten war Stürgkh auch als Kopistin tätig. Zu bedeutenden Dokumenten wurden unter anderem ihre Kopien der Werke der von Johann von Österreich beschäftigten Kammermaler, zumal die Originale sich überwiegend in Privatbesitz befinden. Teilweise erschienen diese Kopien im Zuge der Steirischen Landesausstellung über Erzherzog Johann (1982) auch als Postkarten.
Werke (Auswahl)
- Anna Freiin von Brandhofen (nach Josef Kriehuber, 1832), 1949, Bleistift, Aquarell auf Karton, 25,1 × 18,1 cm, Neue Galerie Graz[3]
- Nordfassade des Landhauses mit Baulücke für Rathausbau (nach Adolf Wagner, 1897), 1950er Jahre, Aquarell auf Papier, 36,5 × 45 cm, GrazMuseum
- Schmiedgasse mit Landhaus (nach Adolf Wagner, 1888), 1950er Jahre, Aquarell auf Papier, 44,7 × 36,7 cm, GrazMuseum
- Steirisches Trachtenbild aus Birkfeld (nach Karl Ruß, 1813), 1950er Jahre, Aquarell auf Papier, 47,4 × 34,2 cm, Neue Galerie Graz[4]
- Erzherzog Johann und Anna Plochl im Kahn (nach Matthäus Loder, ca. 1825), ca. 1955, Aquarell auf Papier, 24 × 34,3 cm, Neue Galerie Graz
- Trachtenbild aus der Obersteiermark (nach Karl Ruß, 1811), 1956, Aquarell auf Papier, 47,2 × 35 cm, Neue Galerie Graz[5]
- Ein Bauernjunge aus der Kleinen Veitsch (nach Karl Ruß, 1811), 1956, Aquarell auf Papier 49,3 × 36 cm, Neue Galerie Graz[6]
- Glöcklhof (nach Matthäus Loder, ca. 1825), 1959, Aquarell auf Papier, 25,1 × 35,2 cm, Neue Galerie Graz
- Trachten (nach Karl Ruß), 1982, Postkarten nach Aquarellen, 15 × 12 cm, GrazMuseum
- Ruine Klöch, Aquarell auf Papier, 30 × 23,9 cm, Cari Seyffertitz
- Schloß Halbenrain, Aquarell auf Papier, 30 × 40 cm, Privatsammlung Sissy Walch-Stürgkh
- Landschaft (nach Josef Willroider), Aquarell auf Papier, 51 × 43 cm, Privatsammlung Sissy Walch-Stürgkh
- Miniaturporträts der acht Kinder Kaiser Karl I

## Ausstellungen (Auswahl)
- 1918–1919: Vereinigung Bildender Künstler Steiermarks, Graz
- 1929: Vereinigung katholischer Edelleute in Österreich, Palais Pallavicini, Wien
- 2015: Landschaft: Transformation einer Idee. Kunst des 19. Jahrhunderts aus der Sammlung der Neuen Galerie Graz, Neue Galerie Graz
- 2018: Wer bist du? Porträts aus 200 Jahren, Neue Galerie Graz
- 2020: Ladies first! Künstlerinnen in und aus der Steiermark 1850–1950, Neue Galerie Graz